# Событие (телесериал)
«Событие» (англ. The Event, типографическое написание THE EVƎNT) — американский сериал, созданный Ником Ваутерсом. Сериал повествует о событиях, происходящих в США, после обнаружения на Аляске инопланетной формы жизни. Премьера состоялась 20 сентября 2010 года на американском телеканале «NBC». Всего в первом сезоне вышли 22 эпизода. NBC 13 мая 2011 года объявила о закрытии сериала.

## Сюжет
В конце Второй мировой войны в горах северной Аляски потерпел крушение НЛО. На его борту находились около 300 представителей инопланетной цивилизации, которые внешне выглядели как люди, но имели другую ДНК, которая отличалась на один процент от человеческой. Часть пришельцев (97 человек), получивших тяжелые травмы, была захвачена американским правительством и держалась в секретной тюрьме под надзором спецслужб, так как предполагалось, что они представляют угрозу человечеству. Большинство инопланетян, которые в результате крушения получили лишь незначительные ушибы, сумели сбежать и в настоящее время проживают среди людей, разрабатывая план по спасению оставшихся.
Президент США Элиас Мартинес вскоре после своей инаугурации узнает об инопланетянах и организовывает встречу с их лидером. Лидер инопланетян убеждает президента в том, что они прибыли на Землю с мирными целями, и тот решает их выпустить из тюрьмы. Но в день, когда он собирался сделать публичное заявление о существовании инопланетян, на него было совершено покушение, которое удалось предотвратить средствами инопланетной технологии. Мартинес понимает, что ему рассказали не всю правду.

## В главных ролях
- Джейсон Риттер — Шон Уокер, программист, который был вовлечен в правительственный заговор, когда похитили его девушку[2].
- Сара Ремер — Лейла Бьюкенен, девушка Шона Уокера[3].
- Лора Иннес — София Магуайр, лидер пришельцев[4].
- Йен Энтони Дейл — Саймон Ли, один из пришельцев, работающий под прикрытием в администрации президента[5].
- Скотт Паттерсон — Майкл Бьюкенен, отец Лейлы[6].
- Тейлор Коул — Викки Робертс, одна из сотрудниц секретной организации[7].
- Лиза Видал — Кристина Мартинес, первая леди США, одна из пришельцев[8].
- Билл Смитрович — Реймонд Джарвис, вице-президент США[9].
- Клифтон Коллинз-младший — Томас, один из инопланетян, сумевший избежать заключения[10].
- Желько Иванек — Блейк Стерлинг, директор Национальной разведки[11].
- Блэр Андервуд — Элиас Мартинес, президент США[12].

## Эпизоды
| № | Название                                                     | Режиссёр        | Автор сценария                                                   | Дата премьеры    | Зрители в США (млн) |
| --- | ------------------------------------------------------------ | --------------- | ---------------------------------------------------------------- | ---------------- | ------------------- |
| 1 | «Я не всё вам рассказала» «I Haven't Told You Everything»    | Джеффри Рейнер  | Ник Уотерс                                                       | 20 сентября 2010 | 10,88               |
| Шон Уокер оказывается вовлечен в правительственный заговор, когда похищают его девушку Лейлу. Тем временем президент США планирует закрыть сверхсекретный центр у горы Иностранка на Аляске, в котором удерживаются представители инопланетной расы. Перед началом пресс-конференции, на которой президент собирался рассказать об инопланетянах, на него совершается покушение — кто-то попытался врезаться на угнанном «Боинге» в его резиденцию. Но в последний момент самолёт испарился в воздухе. |                                                              |                 |                                                                  |                  |                     |
| 2 | «Для поддержания безопасности» «To Keep Us Safe»             | Джеффри Рейнер  | Эван Катц, Ник Уотерс                                            | 27 сентября 2010 | 9,06                |
| Пропавший «Боинг» появился над Аризонской пустыней, где совершил экстренную посадку. Все пассажиры, включая персонал самолёта, сумели благополучно пережить приземление. Но сразу после приземления там появились вертолёты с неизвестными людьми. Майкл уговаривает Шона убежать. Пройдя некоторое расстояние по пустыне, Шон получает солнечный удар и теряет сознание. Он приходит в себя в госпитале Юмы. Вскоре там появляются агенты ФБР и задерживают его по обвинению в убийстве. Тем временем президент Мартинес передумывает выпускать инопланетян на волю, так как узнает, что в 1944 году были пойманы не все инопланетяне. Некоторые из них сумели сбежать и теперь планируют освободить остальных, используя свои продвинутые технологии. Когда правительственные агенты находят упавший «Боинг», они обнаруживают, что все пассажиры мертвы. |                                                              |                 |                                                                  |                  |                     |
| 3 | «Защитить их от истины» «Protect Them from the Truth»        | Джеффри Рейнер  | Дейвид Гудмен, Джеймс Вонг                                       | 4 октября 2010   | 7,56                |
| Шон пытается рассказать правду агентам ФБР, но те ему не верят. Их машина попадает в аварию, и Шону удаётся снять наручники. Он вытаскивает агента Кольер из горящей машины и отвозит в отель, где делает ей перевязку раны, полученной в результате аварии. Шону удаётся убедить её в правдивости своей истории, и она соглашается ему помочь. Тем временем спецслужбы делают всё возможное, чтобы скрыть следы произошедшего с «Боингом» и его пассажирами. Но неожиданно все пассажиры, которые считались умершими, оживают. |                                                              |                 |                                                                  |                  |                     |
| 4 | «Смысл жизни и смерти» «A Matter of Life and Death»          | Джон Бэдэм      | Дейвид Шулнер, Лиза Цверлинг                                     | 11 октября 2010  | 6,50                |
| Шон и агент Кольер сбегают из полицейского участка в Юме. Они отправляются на поиски Лейлы, которые приводят их в Техас, где они находят мать Викки Робертс. Стирлинг допрашивает Майкла о людях, которые похитили его семью и заставили совершить покушение на президента. Загадочный человек по имени Томас звонит президенту, чтобы договориться об обмене пришельцев на лекарство, которое спасет жизни тех, кто был в самолете. Лейла сбегает от своих похитителей и звонит Шону из полицейского участка. Однако это всё оказывается хитроумным планом Викки, чтобы заманить Шона в ловушку. |                                                              |                 |                                                                  |                  |                     |
| 5 | «Жертвы войны» «Casualties of War»                           | Милан Чейлов    | Дэн Дворкин, Джей Битти                                          | 18 октября 2010  | 6,42                |
| Президент Мартинес выдвигает Томасу ультиматум. Он угрожает убить всех заключенных пришельцев, если Томас не отдаст лекарство. Томас колеблется, но в конечном итоге соглашается обменять лекарство на лидера пришельцев — Софию. Тем временем Шону удается шантажом заставить Вики помочь спасти Лейлу. |                                                              |                 |                                                                  |                  |                     |
| 6 | «Преданность» «Loyalty»                                      | Джонас Пате     | Лейани Диас, Ванесса Рохас                                       | 25 октября 2010  | 5,97                |
| Следуя соглашению, президент Мартинес отпускает Софию, но устанавливает за ней слежение. Однако благодаря помощи Ли, агента под прикрытием, ей удается сбежать. Тем временем Шон рассказывает Лейле, что случилось с её семьей. Вместе они отправляются к ним домой, чтобы найти какие-нибудь улики. Там они случайно встречаются с бывшей журналисткой, которая рассказывает им про правительственный заговор. |                                                              |                 |                                                                  |                  |                     |
| 7 | «Я знаю кто вы» «I Know Who You Are»                         | Милан Чейлов    | Эван Катц, Лиза Цверлинг                                         | 8 ноября 2010    | 5,54                |
| Становится известно, что Томас — это сын Софии. Он просит у неё прощение за то, что не справился с задачей, которую она перед ним поставила. Тем временем в администрации начинаются поиски крота. Первоначально подозрения падают на агента Ли, но благодаря подкинутым Томасом уликами арестовывают другого. Тем временем Шон и Лейла через друга журналистки узнают, что сестра Лейлы не единственный похищенный ребенок. До неё пропали еще 13 девочек. |                                                              |                 |                                                                  |                  |                     |
| 8 | «Для блага страны» «For the Good of Our Country»             | Джеффри Рейнер  | Дейвид Гудмен, Джеймс Вонг                                       | 15 ноября 2010   | 5,64                |
| Президент Мартинес решает ещё раз поговорить с пилотом самолета. В ходе разговора он узнает, что, вероятно, один из его приближенных имеет отношение к покушению на его жизнь. Проверив звонки своих подчиненных, он понимает, что это вице-президент. Тем временем Шон и Лейла продолжают убегать от своих преследователей, но в ходе погони Шона успевают ранить. Лейла похищает молодого доктора, чтобы он помог Шону. |                                                              |                 |                                                                  |                  |                     |
| 9 | «Остаться в этом мире» «Your World to Take»                  | Мишель МакЛарен | Дэн Дворкин, Джей Битти                                          | 22 ноября 2010   | 5,19                |
| София и Томас продолжают работать над планом по возвращению домой. Однако Изабель, подруга Томаса, подговаривает его убить свою мать. Оставшись наедине с Софией, Томас наводит на неё пистолет, но не может выстрелить. Тем временем Шон и Лейла решают навестить одну из похищенных девочек, которой удалось сбежать. |                                                              |                 |                                                                  |                  |                     |
| 10 | «Всё изменится» «Everything Will Change»                     | Норберто Барба  | Дэвид Шулнер, Ник Уотерс                                         | 29 ноября 2010   | 5,83                |
| Шон и Лейла находят госпиталь, в котором держались похищенные девочки, но когда они проникают на нужный этаж, то никого там не обнаруживают. Просмотрев документацию, они обнаруживают старые фотографии отца Лейлы, на которых он выглядит в точности так же, как сейчас. София говорит Ли, что Томас имеет секретный банковский счёт, с которого тот тратит много денег. Ли соглашается проследить, на что уходят эти деньги. Тем временем разведка США обнаруживает тайную пусковую установку, с которой запускается ракета. Спутник выходит на орбиту и начинает передавать в космос сигнал. |                                                              |                 |                                                                  |                  |                     |
| 11 | «А тогда было больше» «And Then There Were More»             | Джефри Рэйнер   | телесценарий: Дэвид Гудман сценарий: Лэйани Диас и Ванесса Рохас | 6 марта 2011     | 5,23                |
| После передачи сигнала спутник самоуничтожается, но спецслужбы США успевают перехватить часть сигнала, расшифровка которого означала «Подготовка к вашему прибытию началась». Томас решает освободить заключенных тюрьмы «Иностранка», в которой содержатся его сородичи. Ему во главе небольшого отряда удаётся проникнуть на территорию тюрьмы и взять её под свой контроль. Тем временем жена покойного сенатора Аляски обнаруживает секретные документы по проекту «Иностранка». Шон и Лейла спасают Саманту и других детей, после чего едут на встречу с Майклом, которому София помогла сбежать из-под стражи. |                                                              |                 |                                                                  |                  |                     |
| 12 | «Иностранка» «Inostranka»                                    | Джефри Рэйнер   | телесценарий: Дэн Дворкин и Джей Битти сценарий: Дэвид Шулнер    | 6 марта 2011     | 5,23                |
| Томас освобождает заключённых тюрьмы и призывает их больше не подчиняться Софии. Большинство поддерживают Томаса, оставшихся он приказывает расстрелять. Блэйк попадает в плен к Томасу, но благодаря помощи Майи (одной из подручных Софии) успевает в последний момент сбежать. Тем временем жена сенатора Аляски собирается рассказать о тюрьме «Иностранка» на телевидении, но Мартинес уговаривает её не делать этого, пообещав ей всё рассказать. Шон узнаёт от Лейлы, что им придётся расстаться, так как он не может оставаться с ней и её отцом. |                                                              |                 |                                                                  |                  |                     |
| 13 | «Поворот» «Turnabout»                                        | Майкл Ваксмэн   | Джеймс Вонг                                                      | 14 марта 2011    | 4,26                |
| София ловит одного из подручных Томаса и узнаёт, что тот собирается украсть уран, чтобы использовать его как топливо для портала. Она предупреждает об этом президента, и тот решает перевезти уран в безопасное место. Но оказывается, что всё это было тщательно продуманным планом Томаса, и конвой, перевозящий уран, попадает в засаду. Шон решает выяснить, кто стоял за похищением девочек, и отправляется к Вики. |                                                              |                 |                                                                  |                  |                     |
| 14 | «Ответное послание» «A Message Back»                         | Норберто Барба  | Дэвид Гудман и Ник Уотерс                                        | 21 марта 2011    | 4,11                |
| С родной планеты пришельцев приходит зашифрованный сигнал, в котором сообщается, что их солнце превращается в сверхновую звезду, и планета станет непригодна для жизни через две недели. Томас решает собрать всех представителей своей цивилизации, чтобы сообщить им эту новость. София тоже получает приглашение и отправляется на встречу. Но спецслужбам США удаётся проследить за ней до места проведения собрания. Отряды спецназа начинают готовиться к штурму здания... Тем временем Шон, шантажируя Вики, узнаёт у неё, что за похищением девочек стоял некто Джеймс Демси. Единственный, кто контактировал с ним, это вице-президент. Они проникают на закрытый приём, устроенный вице-президентом, под видом приглашённой пары, и заставляют его рассказать всё, что он знает про Демси. |                                                              |                 |                                                                  |                  |                     |
| 15 | «Без лица» «Face Off»                                        | Януш Камински   | Дэвид Шульнер и Лиза Цверлинг                                    | 28 марта 2011    | 4,53                |
| Президент Мартинес ставит ультиматум Софии и её людям, что если они не сдадутся через пять минут, то его люди начнут штурм здания. Томас связывается с Жераром, человеком, который ответственен за работу портала, чтобы тот помог им выбраться. Но оказывается, что за столь короткий промежуток времени он не может телепортировать такое количество людей. Тогда София отдаёт приказ на уничтожение Монумента Вашингтону, чтобы заставить президента поверить, будто они способны уничтожить весь город. Угроза срабатывает, и президент Мартинес позволяет людям Софии уехать на трёх специально предоставленных автобусах. Тем временем Блэйк понимает, что агент Ли крот, и перехватывает сигнал зашифрованной линии, по которой тот общается с Софией. После расшифровки записи разговора президент понимает, что угрозы Софии были блефом, и отдаёт приказ на уничтожение автобусов с людьми Софии. После того, как военный вертолёт уничтожает первый автобус, Томас велит Жерару телепортировать автобус с Софией. После этого вертолёт уничтожает автобус, в котором ехал Томас. Тем временем Шон и Вики отправляются во Францию, чтобы найти Демси. Вики решает прибегнуть к помощи своего старого друга — француза Анри.                                                             |                                                              |                 |                                                                  |                  |                     |
| 16 | «Есть и другие тайны» «You Bury Other Things Too»            | Майкл Уоткинс   | Дэн Дворкин и Джей Битти                                         | 4 апреля 2011    | 4,14                |
| Автобус с Софией благополучно телепортируется в безопасное место. Один из людей Софии сообщает агенту Ли, что его раскрыли, и помогает ему сбежать из Белого дома. София принимает решение осуществить план Томаса и колонизировать Землю, переместив туда всех жителей родной планеты — 2 миллиарда человек. Ли эта идея не нравится, так как он понимает, что это приведёт к геноциду коренного населения. Он предлагает Майклу и Лейле сбежать вместе с ним и рассказать обо всем людям. Майкл соглашается с ним, но после рассказывает обо всём Софии, и Ли заключают под стражу. Президент Мартинес поручает сенатору Льюису провести массовую проверку жителей США для выявления инопланетян. Начать он предлагает с Белого дома. На проверку соглашаются все, кроме жены президента. Тем временем Анри рассказывает Шону и Вики, где те могут найти Демси. Шон говорит Вики, что она больше не обязана ему помогать, но та настаивает на своей помощи. Вместе они отправляются в указанное Анри место, но попадают в засаду, устроенную людьми Демси. Шону удаётся сбежать, но Вики ловят и отводят к Демси. Тот сообщает ей, что он представитель династии защитников землян от пришельцев. Вики не верит ему, и он велит убить её. Шон тем временем выпытывает у Анри, куда увезли Вики. |                                                              |                 |                                                                  |                  |                     |
| 17 | «Отрубим голову» «Cut Off the Head»                          | Норберто Барба  | Эван Катц и Джеймс Вонг                                          | 18 апреля 2011   | 3,85                |
| София занимается поиском оружия для уничтожения человечества, но спецслужбы доставляют её людям немало хлопот. Она решает убить президента Мартинеса, чтобы посеять панику. Она убеждает вице-президента подсыпать яд Мартинесу, пообещав взамен неприкосновенность США после вторжения. Тот соглашается. Мартинес начинает подозревать, что его жена инопланетянка, но ей удается его переубедить. Тем временем Шон находит особняк, в котором находится Вики, и спасает её, но их сразу же ловит Демси. Он объясняет Шону, что тот должен остановить инопланетян, так как он избранный, после чего пускает себе пулю в висок. Человек Демси оставляет им сумку и уходит. Ошарашенному Шону звонит Лейла и сообщает, что люди Софии собираются устроить геноцид человечеству с помощью оружия, которое находится в Сибири. Она называет ему имя «Ирина Богданова», которое должно помочь ему их найти. Тем временем люди Софии выкапывают из земли замерзший труп. |                                                              |                 |                                                                  |                  |                     |
| 18 | «Деформации» «Strain»                                        | Майкл Воткинс   | Дэн Дворкин и Джей Битти                                         | 25 апреля 2011   | 4,62                |
| Люди Софии отправляют откопанный труп на вскрытие в лабораторию на судне «Ирина Богданова». Шон и Вики находят лодку и проникают на неё. Там они обнаруживают, что почти вся команда умерла от неизвестного вируса. Допросив последнего члена экипажа, они узнают, что у выкопанного трупа был испанский грипп, а его легкие были извлечены и отправлены с курьером в США. Тем временем на заседании кабинета министров президент Мартинес теряет сознание. В больнице ему ставят диагноз — инсульт. Вследствие недееспособности президента вице-президент созывает экстренное собрание, чтобы принять на себя его обязанности. Стерлинг подозревает, что это вице-президент ответственен за случившееся с президентом, но не может этого доказать. После звонка Шону Лейла оказывается в опасности, и Майкл идёт на крайние меры, чтобы защитить её, убив одного из охранников. |                                                              |                 |                                                                  |                  |                     |
| 19 | «Либо мы, либо нас» «Us or Them»                             | Милан Чейлов    | Дэвид Гудман                                                     | 2 мая 2011       | 4,14                |
| Шон и Вики успевают сесть на борт самолёта с курьером, но им не удаётся его остановить. Тем временем вице-президент принимает присягу и вступает в должность президента страны. Стерлинг обвиняет его в сговоре с Софией, но тот в ответ снимает его с поста главы национальной безопасности. София приказывает Майклу убить Ли, но тот, наоборот, решает освободить его и пытается вместе с ним и Лейлой сбежать. Майкла ранят, Лейла остается с отцом, но Ли успевает убежать вместе с лекарством для Мартинеса. |                                                              |                 |                                                                  |                  |                     |
| 20 | «Кто-то умрёт, кто-то выживет» «One Will Live, One Will Die» | Алекс Закревски | Дэвид Шулнер                                                     | 9 мая 2011       | 3,85                |
| Человек Софии отправляется в торговый центр для проведения тестового заражения людей, чтобы узнать сроки развития болезни. Шон и Вики успевают предотвратить теракт, убив одного из подручных Софии, но курьер, перевозящий заражённые лёгкие, успевает скрыться на одном из автобусов с эвакуировавшимися покупателями. Все в автобусе, кроме курьера, погибают, и по трупам этих людей ученые Софии определяют точные сроки, за которые вирус убивает заражённого человека. Поняв, что вирус убивает слишком быстро, они решают заразить вирусом Лейлу, которая представляет собой гибрид человека и инопланетянина, чтобы она стала переносчиком смертоносного для людей вируса. Тем временем Ли убеждает Стерлинга помочь ему вылечить президента с помощью лекарства, которое ему дал Майкл. Обхитрив Джарвиса, они передают лекарство супруге президента, которая даёт его мужу. |                                                              |                 |                                                                  |                  |                     |
| 21 | «Начало конца» «The Beginning of the End»                    | Джонас Пэт      | телесценарий: Ник Уотерс сценарий: Лейани Диас и Ванесса Ройас   | 16 мая 2011      | 4,07                |
| Благодаря Лейле учёным Софии удаётся получить новый штамм вируса, который убивает людей не так быстро. София начинает операцию по массовому заражению населения Земли одновременно с открытием портала на родную планету пришельцев. Тем временем Шон и Вики в поисках курьера сталкиваются с Ли и Стерлингом. Объединив усилия, они находят брошенный штаб Софии, в котором содержится Лейла. Получив доступ к зашифрованным данным на одном из компьютеров, они пытаются разгадать план Софии. Мартинес приходит в себя и узнаёт о союзе Софии и Джарвиса. Он обвиняет Джарвиса в измене, но тот отвечает, что он теперь президент США и Мартинес ничего не сможет сделать. |                                                              |                 |                                                                  |                  |                     |
| 22 | «Прибытие» «Arrival»                                         | Джеймс Вонг     | Эвен Кац                                                         | 23 мая 2011      | 4,89                |
| Стерлинг по данным из ноутбука определяет три места, где люди Софии собираются выпустить вирус, и сообщает об этом Мартинесу. Спецназ по приказу Мартинеса нейтрализует две группы пришельцев, но третью группу, которая направилась в аэропорт Даллес города Вашингтон, приходится взять на себя Стерлингу и его команде. Им удаётся найти Софию и отговорить её выпускать вирус. Тем временем Мартинес возвращает себе полномочия президента благодаря записи разговора с вице-президентом, в которой тот себя компрометирует. Лейла узнает от врачей, что она беременна. Неожиданно планету сотрясает сильное землетрясение, и рядом с Землей появляется родная планета пришельцев. |                                                              |                 |                                                                  |                  |                     |